# Neunkirchen (Oostenrijk)
Neunkirchen is een gemeente in de Oostenrijkse deelstaat Neder-Oostenrijk, gelegen in het district Neunkirchen NK. De gemeente heeft ongeveer 11.000 inwoners.

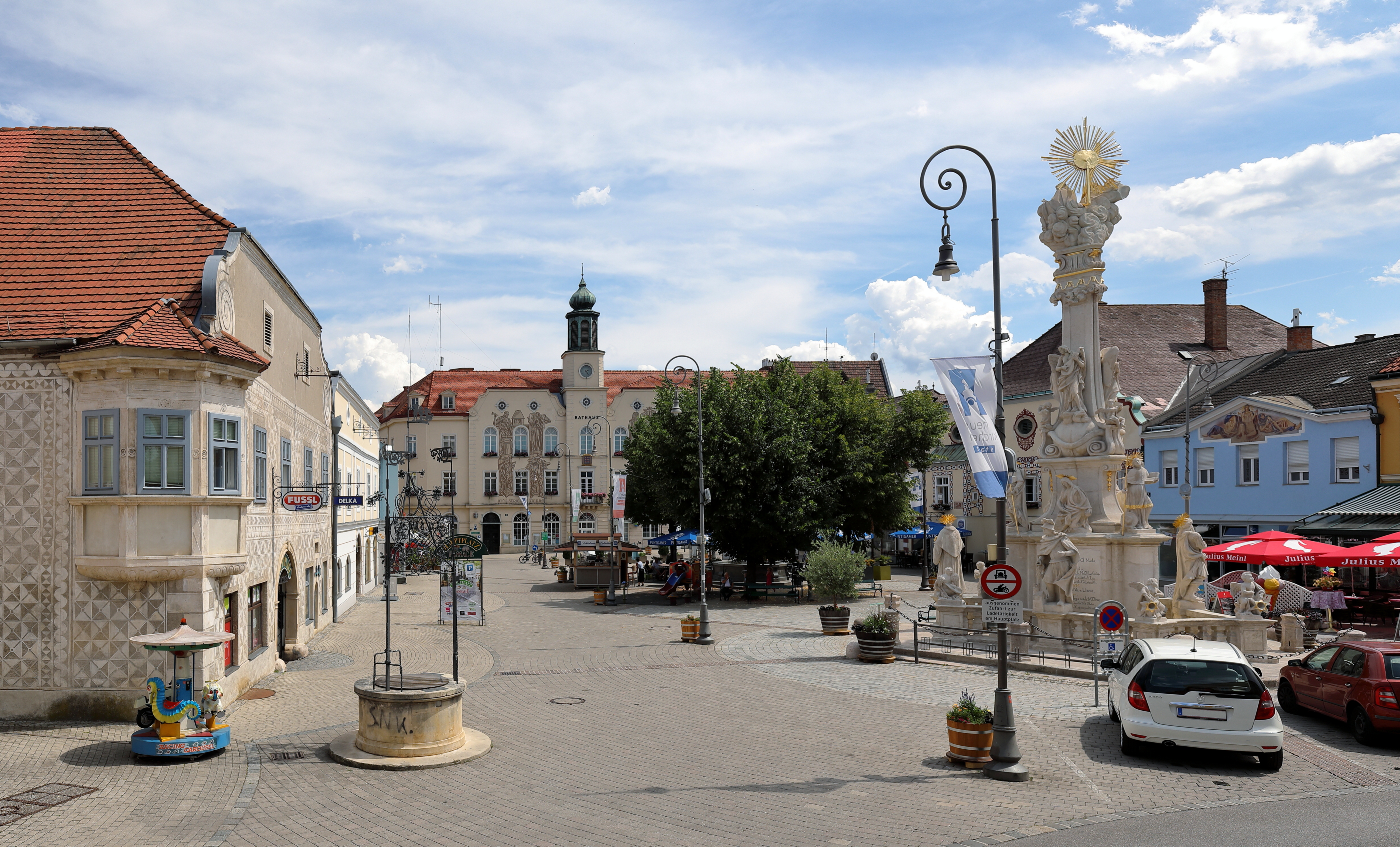
Hauptplatz, Neunkirchen
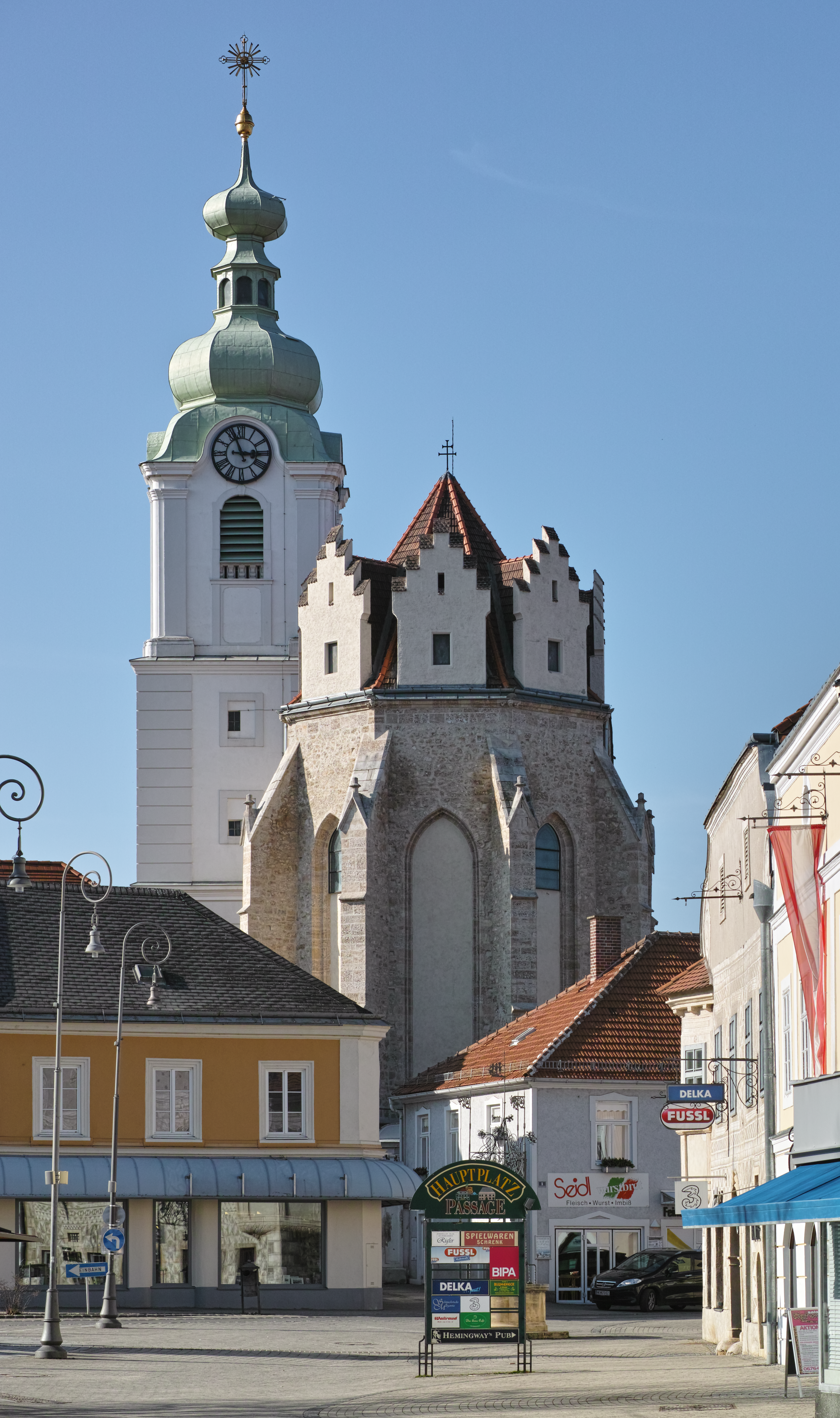
Parochiekerk van Neunkirchen
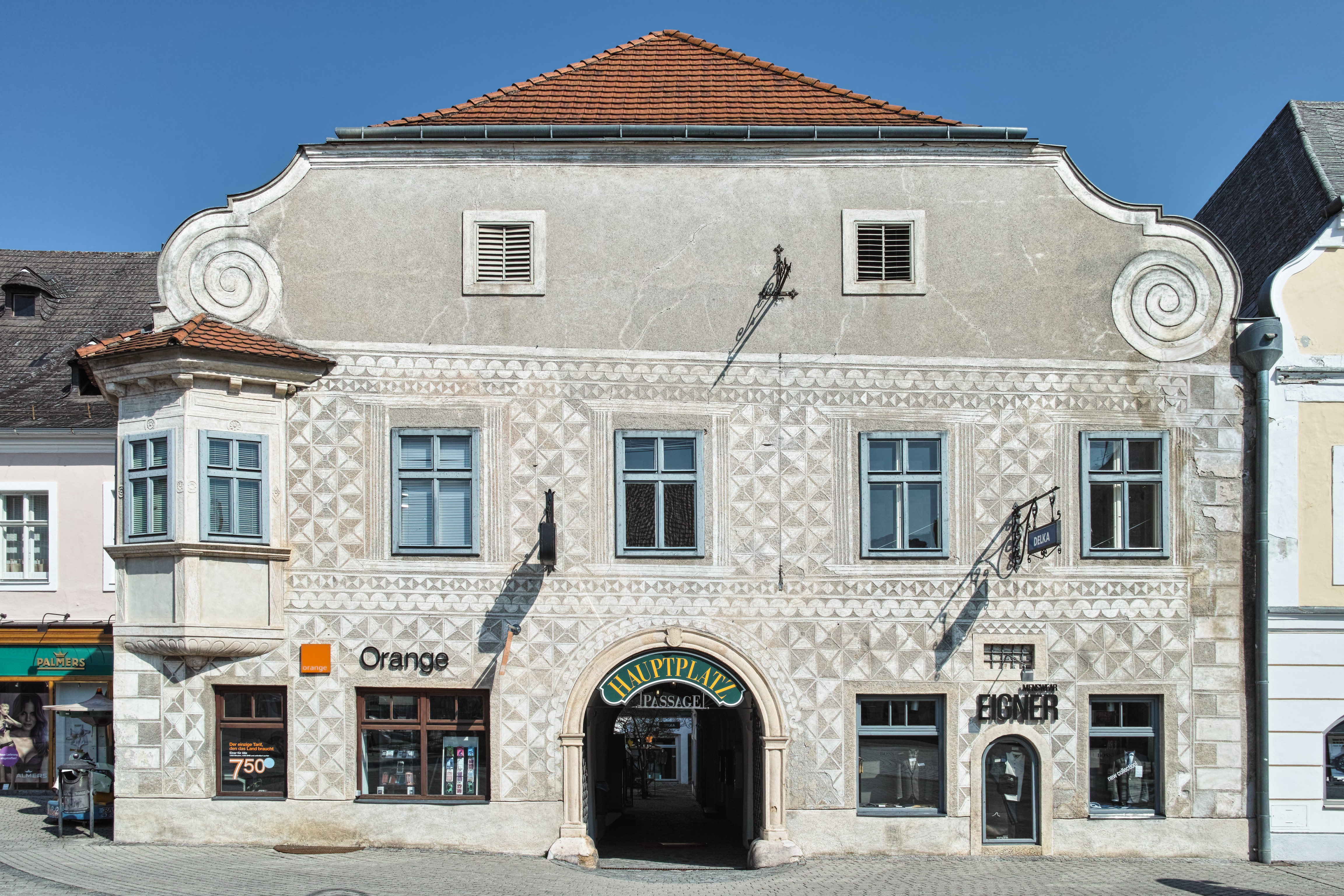
"Sgraffitohaus", Hauptplatz 11
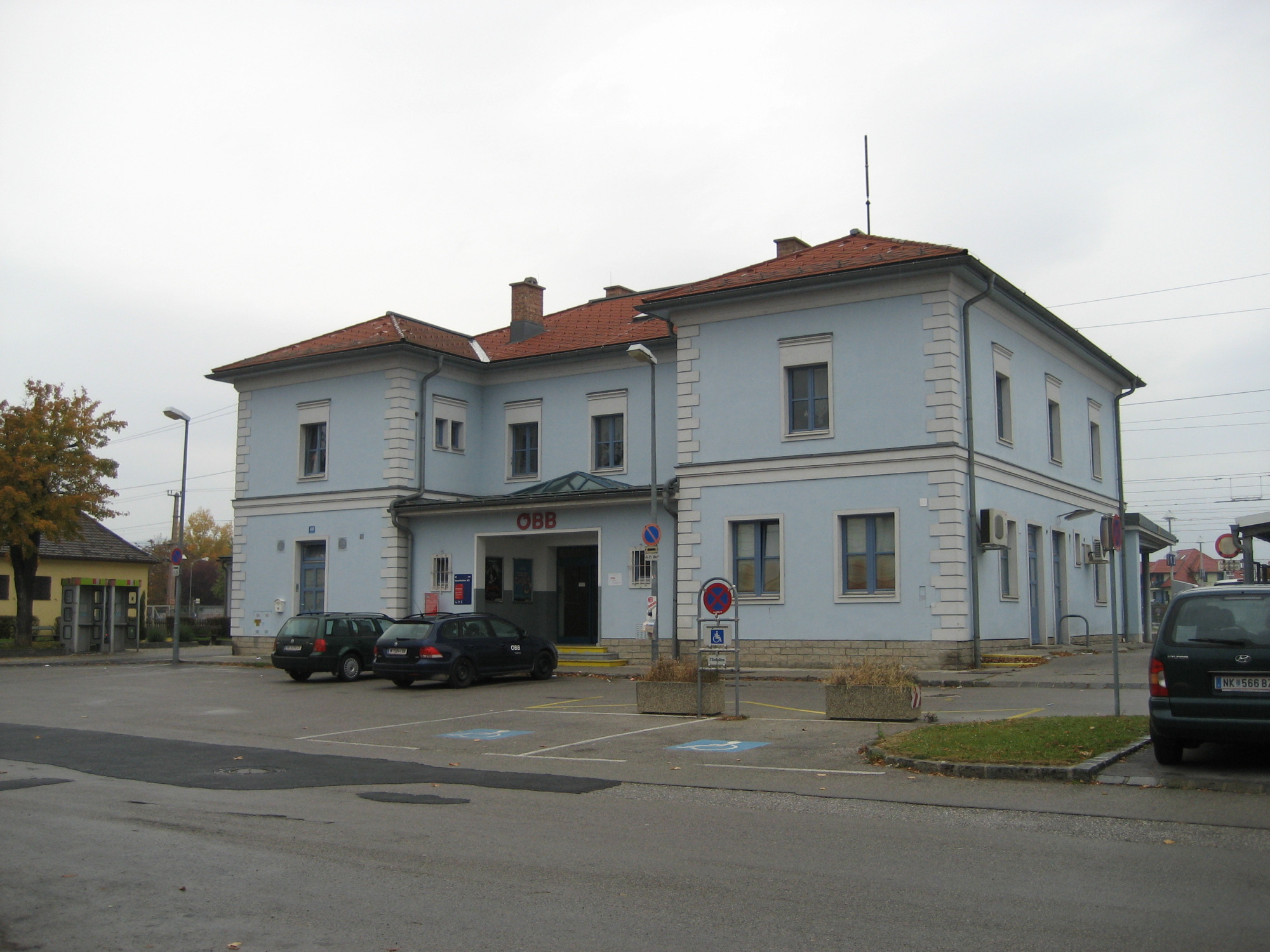
Station Neunkirchen

## Geografie
Neunkirchen heeft een oppervlakte van 20,28 km². Het ligt in het oosten van het land, ten zuidwesten van de hoofdstad Wenen.

## Geboren
- Christian Fuchs (7 april 1986), voetballer

Altendorf · Aspang-Markt · Aspangberg-Sankt Peter · Breitenau · Breitenstein · Buchbach · Bürg-Vöstenhof · Edlitz · Enzenreith · Feistritz am Wechsel · Gloggnitz · Grafenbach-Sankt Valentin · Grimmenstein · Grünbach am Schneeberg · Höflein an der Hohen Wand · Kirchberg am Wechsel · Mönichkirchen · Natschbach-Loipersbach · Neunkirchen · Otterthal · Payerbach · Pitten · Prigglitz · Puchberg am Schneeberg · Raach am Hochgebirge · Reichenau an der Rax · Scheiblingkirchen-Thernberg · Schottwien · Schrattenbach · Schwarzau am Steinfeld · Schwarzau im Gebirge · Seebenstein · Semmering · Sankt Corona am Wechsel · Sankt Egyden am Steinfeld · Ternitz · Thomasberg · Trattenbach · Warth · Wartmannstetten · Willendorf · Wimpassing im Schwarzatale · Würflach · Zöbern
- Gemeinsame Normdatei: 4107074-4
- Library of Congress Control Number: n88010434
- MusicBrainz: ed84bfa7-9cc0-4b70-b1b5-32a9880ca703
- Nationale Bibliotheek van Tsjechië: ge517924
- Nationale Bibliotheek van Israël: 987007564815005171
- Virtual International Authority File: 238305368
- WorldCat: E39PBJfGWGvMPdPfgxxff4ryVC